# あべのキューズタウン

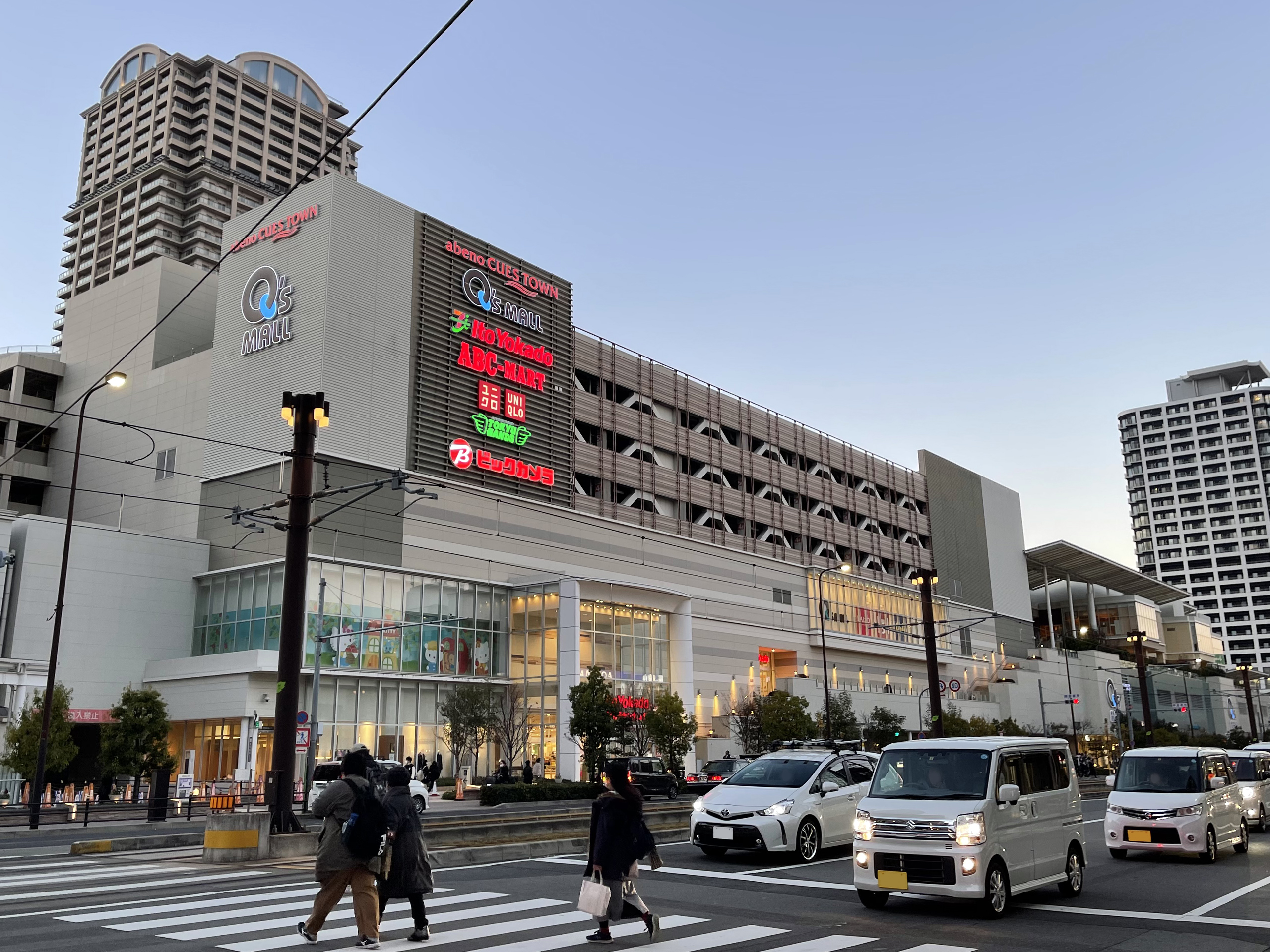
あべのキューズモール

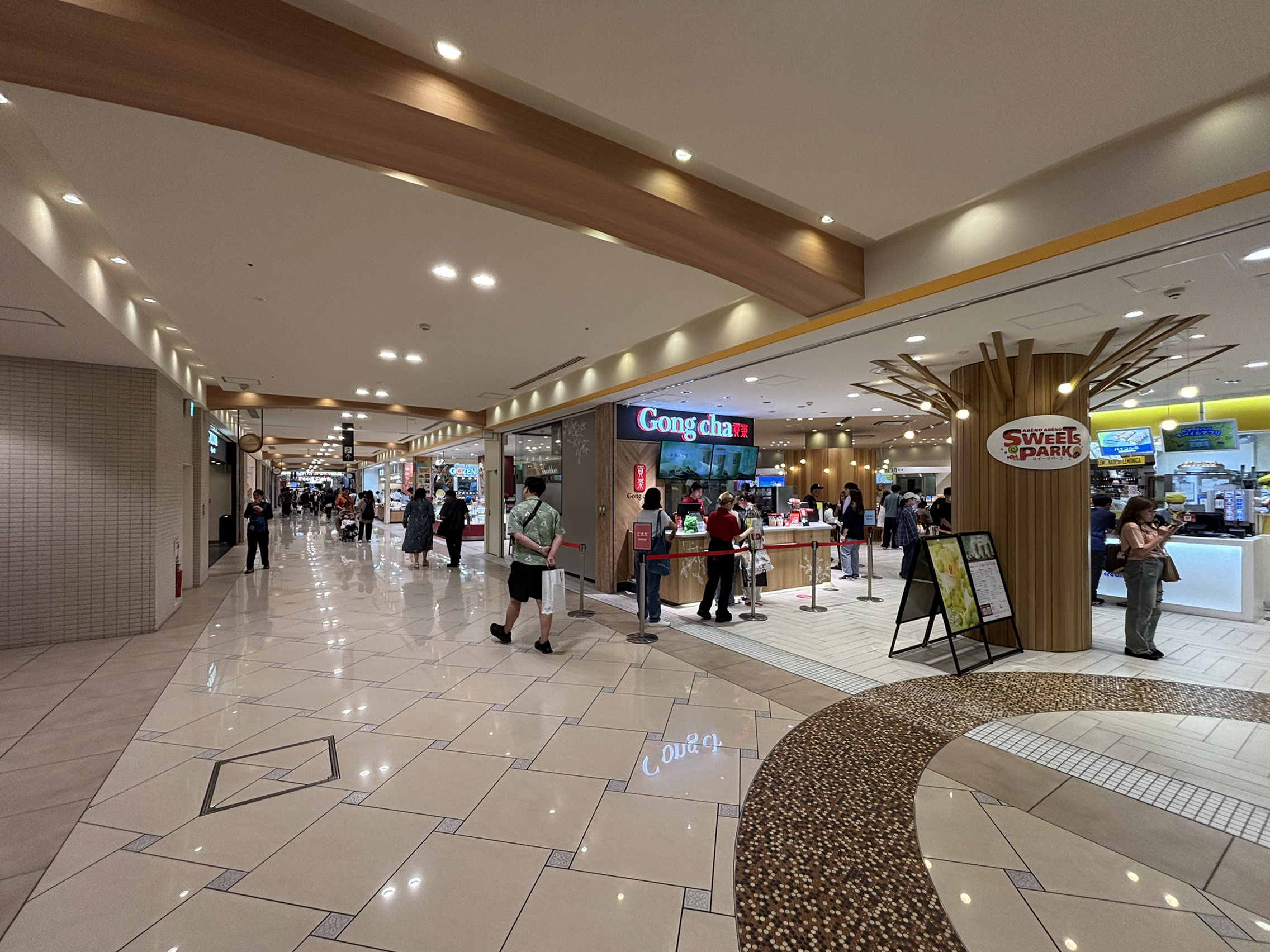
B1階

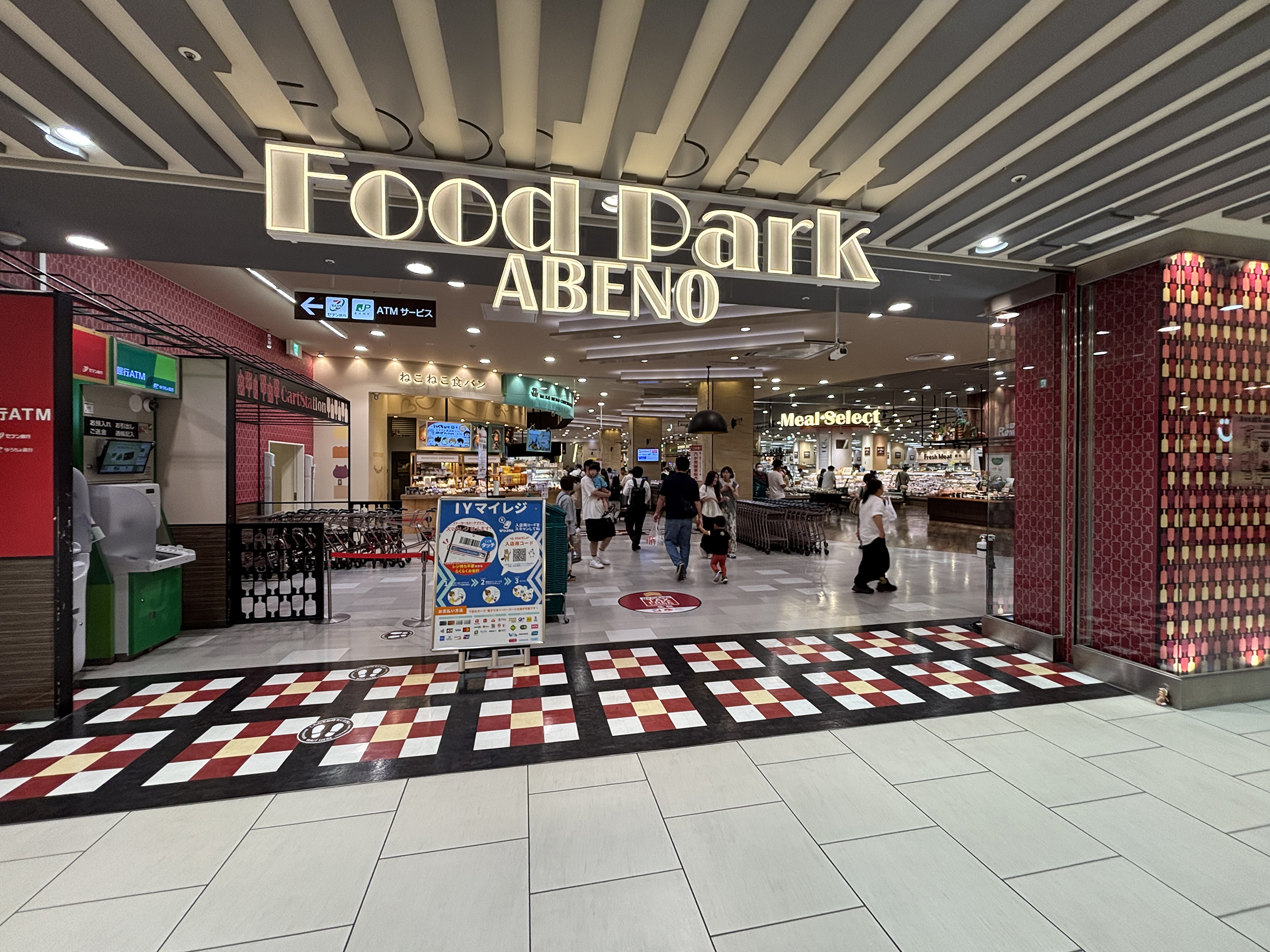
B1階Food Park abeno

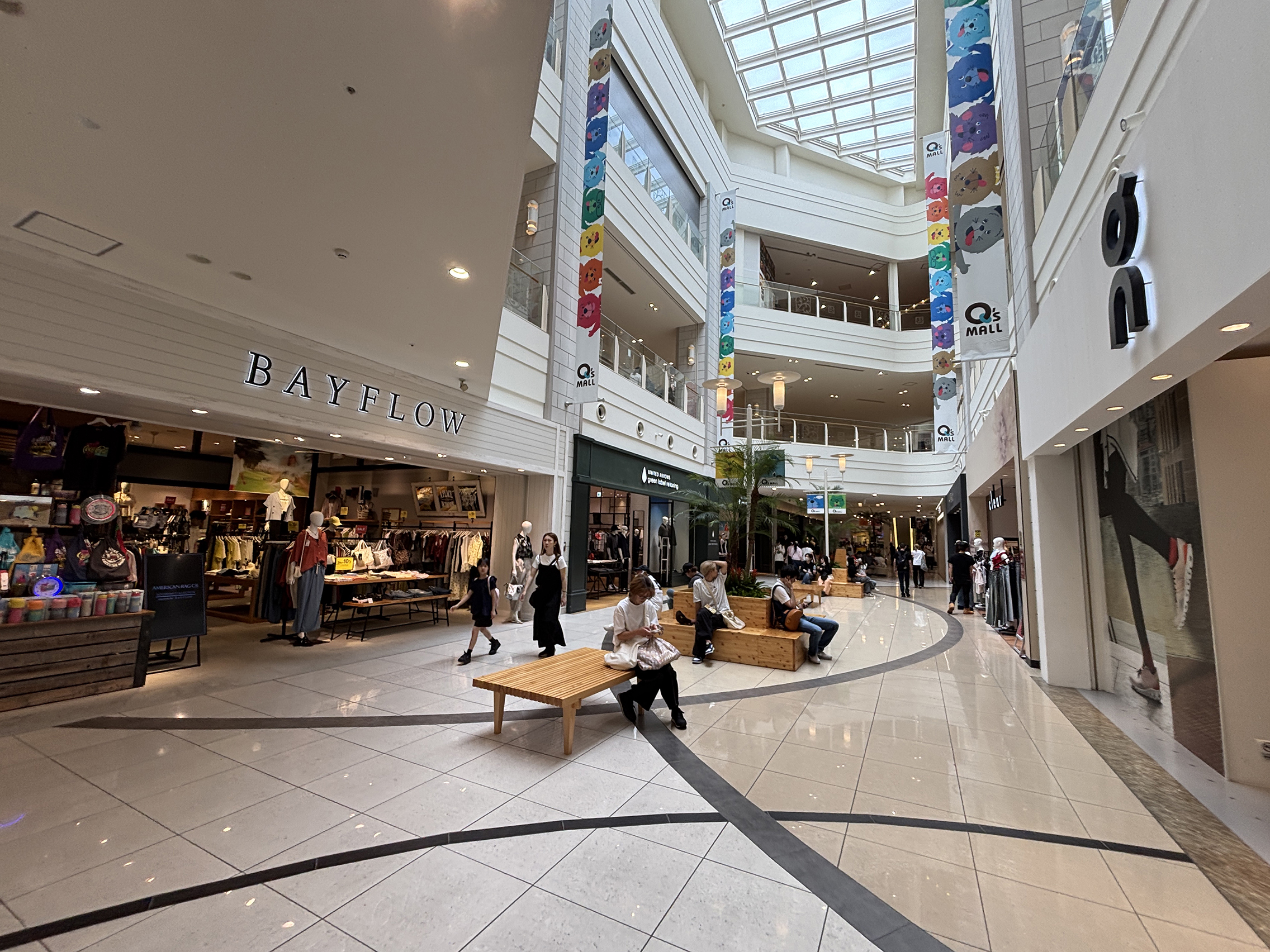
ショッピングモールのアトリウム

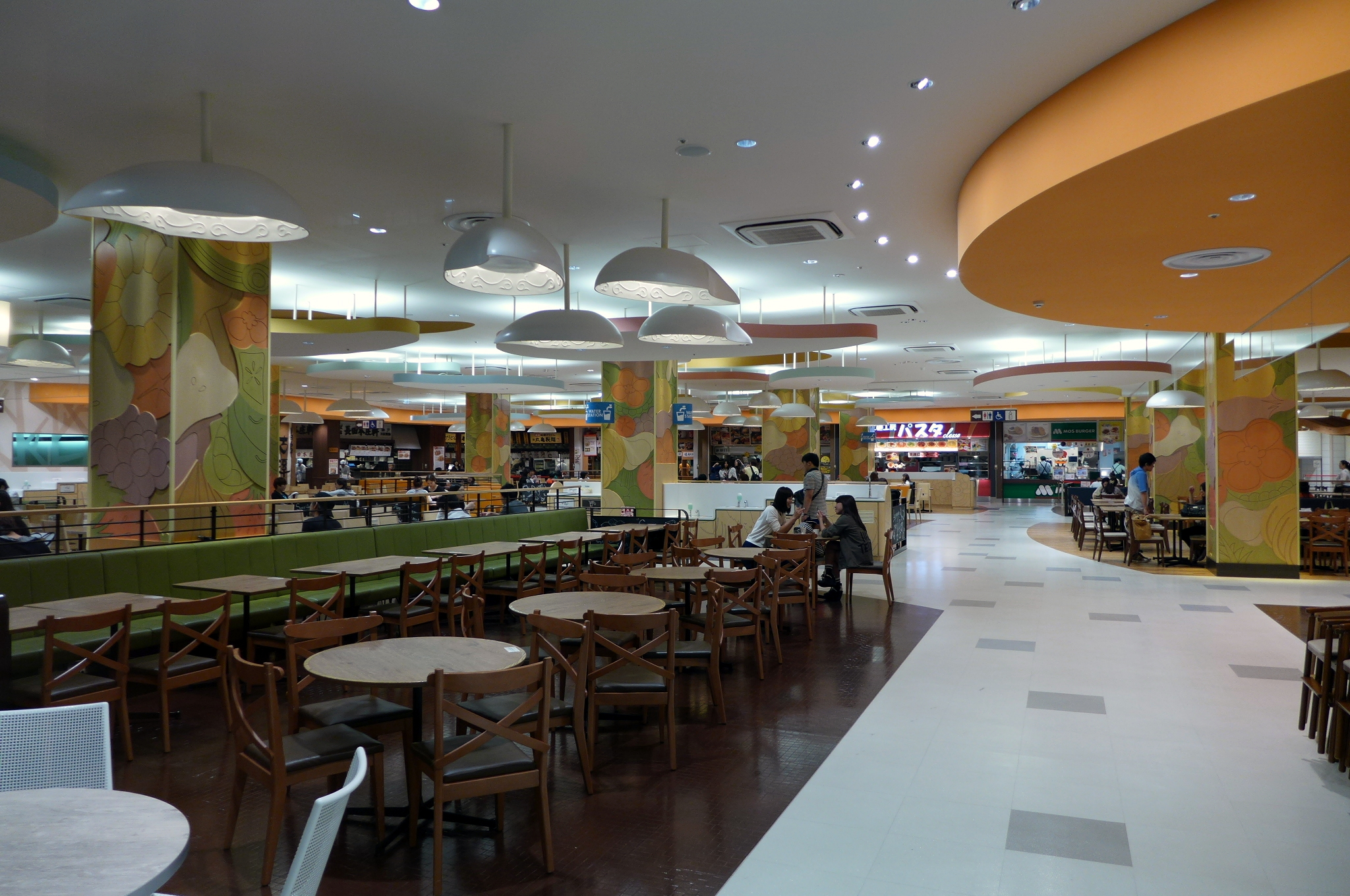
フードコート

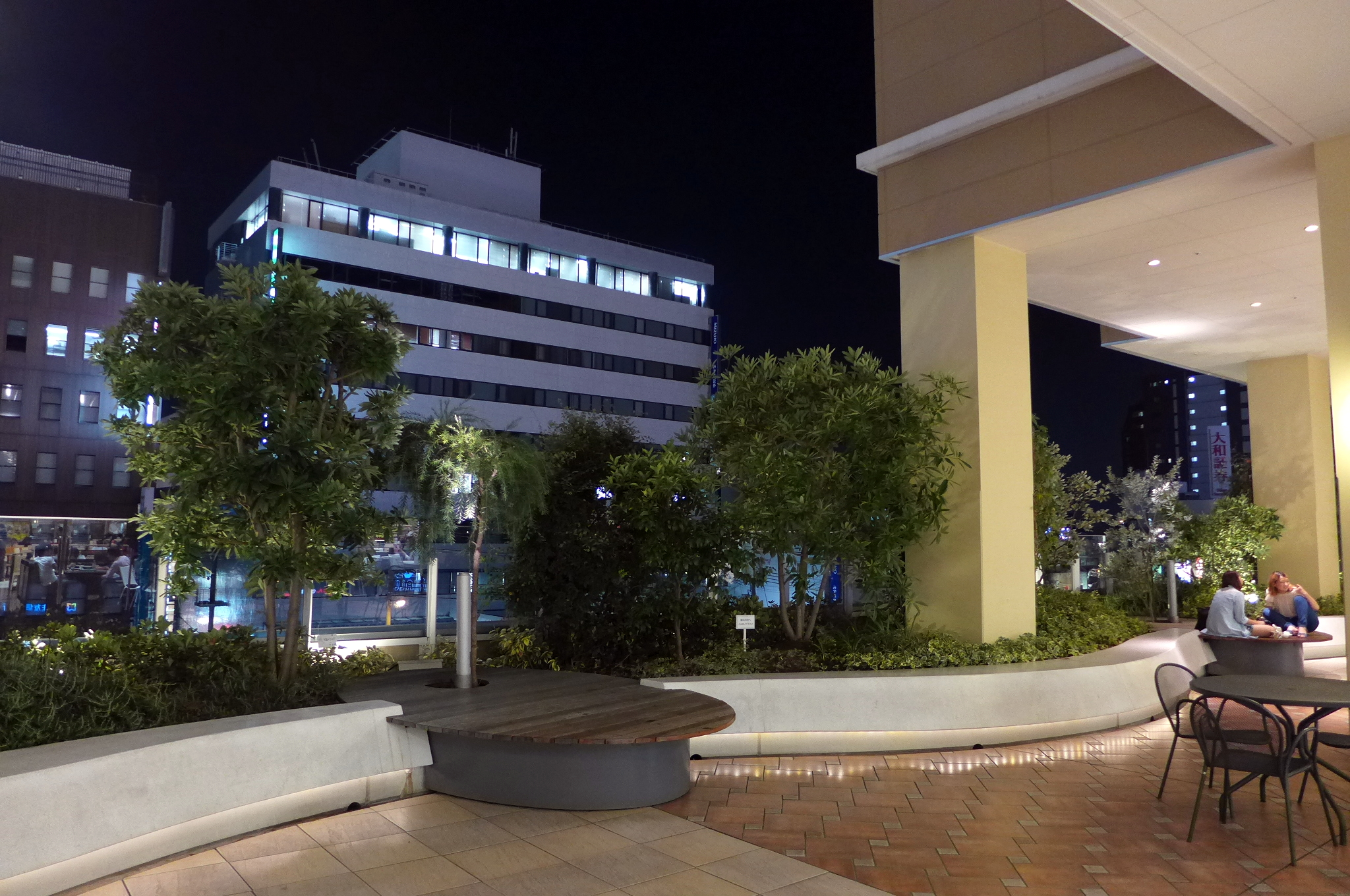
室外ガーデン

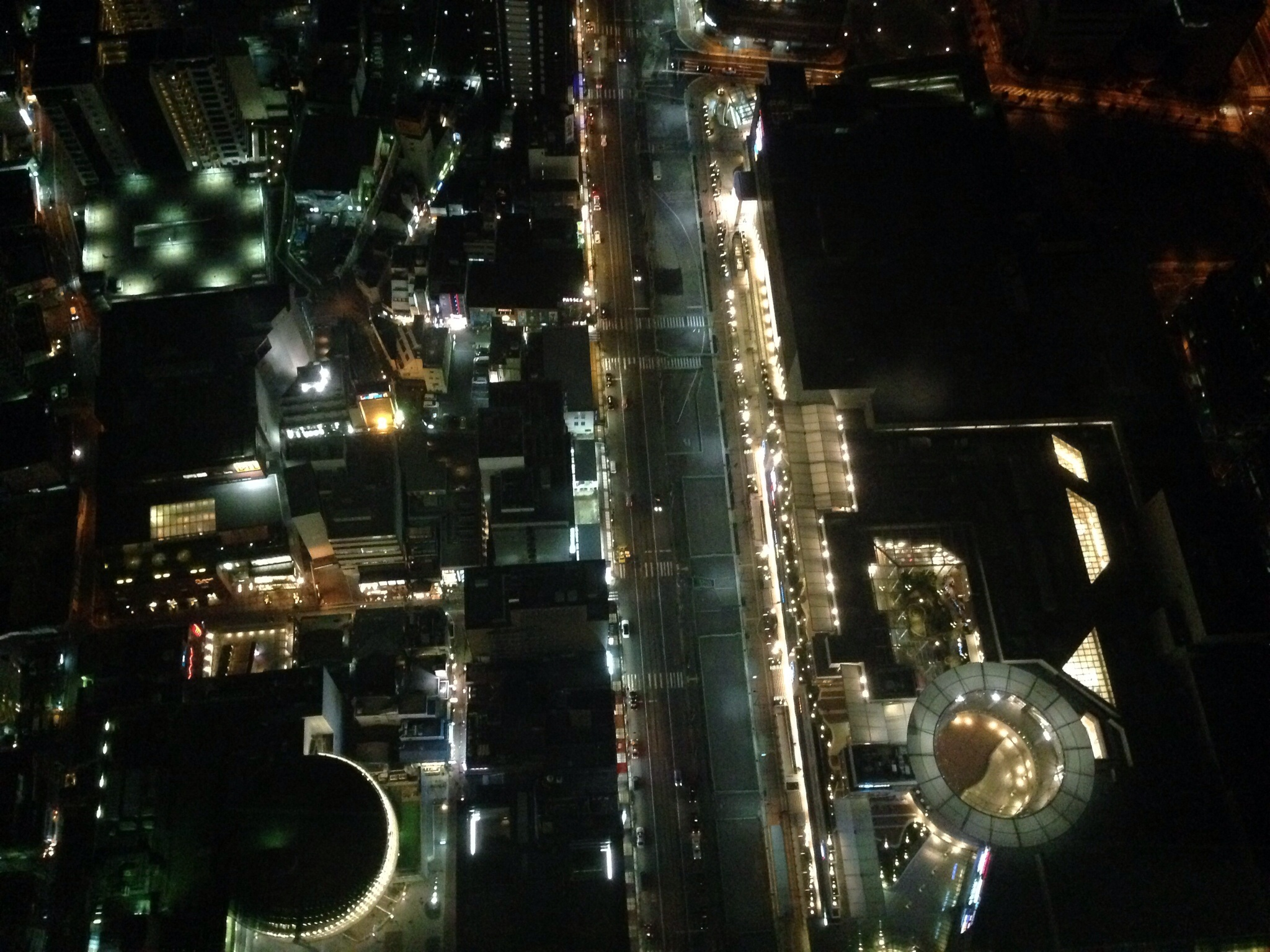
あべのハルカス60階展望台よりあべの筋近辺を撮影、右側が当施設

あべのキューズタウン（英語: abeno CUES TOWN）は、大阪府大阪市阿倍野区にあるショッピングモールである。東急不動産などが運営・管理している。大阪市が主体で行う阿倍野再開発事業の一環として、2011年4月にオープンした。
ViaあべのWalk（ヴィアあべのウォーク）とあべのキューズモールから構成されている。「ViaあべのWalk」は2011年4月1日に、「あべのキューズモール」は同年4月26日に開業した。

## 概要
当初はそごうが出店する予定であったが、1997年に出店を断念し、のちにサイモンが取得したが、2003年に撤退し、東急不動産が取得。
「CUES TOWN（キューズタウン）」とは「東急（とうきゅう）」の「きゅう」の読みを英語の “Q” にあてた語呂合わせから由来している。また “CUE” は、英語で「開始の合図」の意味であり、人々の歩み、生活を後押しする “TOWN”、すなわち街（施設）であることを表現している。
隣接する天王寺駅・大阪阿部野橋駅は4駅7路線が集まり、多くの利用客を有する巨大ターミナルでありながら、駅周辺は大阪でも有数の人口密集エリアであり、広域からの集客と地元からの集客が可能な広域マーケットである。また、距離的にもミナミの繁華街に近く、顧客が流出しやすい環境下にあるため、他のエリアや商業施設との差別化のための『コト消費』や、キューズタウンだけの魅力や発信力を高める『都心性』を2つの軸に据えた上で『URBAN RELAX STYLE』をコンセプトに設定し、学生からファミリー層まで幅広い顧客をターゲットとしている。
「あべのキューズモール」は、東急不動産が運営するショッピング・専門店ゾーンである。テナントとしてハンズやSHIBUYA 109 ABENO（109は近畿地方では初出店）、イトーヨーカドーなどその他約250店舗の専門店がある。また、4階にはレストランゾーンの「Q's dining（キューズダイニング）」がある。館内は、ゆとりのある共用通路や低層におさえた施設構成によって回遊性の向上を図るとともに、自然環境が感じられるオープンモールやパティオ、トップライトから光が溢れる吹き抜けの空間を配置することで、箱型・ビル型施設にはない魅力溢れる商業空間の創出を目指している。
一方「ViaあべのWalk」は、キューズタウンが建設される前に当地に存在した「近鉄西通商店会」（あべの銀座商店街）と「阿倍野筋二丁目西商店会」の店舗が優先して入居した専門店ゾーンで、約70店舗が入居している。“Via”はイタリア語で“街路、通り”を意味している。館内には立ち飲み屋などの居酒屋街があり、あべの銀座商店街時代の雰囲気を感じることができる。
Osaka Metro天王寺駅とは地下通路で接続している。また、2013年4月24日にはあべのniniを経由して接続する阿倍野歩道橋が全面開通した。また、2014年3月15日には阿倍野駅と接続する地下通路も開通した。

## 沿革
- 2004年（平成16年）9月 - 東急不動産を特定建築者に決定。
- 2009年（平成21年）1月13日 - A2棟の建設工事に着手[9]。
- 2010年（平成22年）10月21日 - 「abeno CUES TOWN」「あべのマーケットパーク Q's MALL」「ViaあべのWalk」の名称発表[10]。
- 2010年（平成22年）12月7日 - 「あべのマーケットパーク Q's MALL」出店テナント発表[11]。
- 2011年（平成23年）1月31日 - 「あべのマーケットパーク Q's MALL」開業日（4月26日）、「ViaあべのWalk」開業日（4月1日以降各店舗が順次開業）、及び「SHIBUYA109ABENO」出店テナント発表[12]。
- 2011年（平成23年）3月14日 - 「ViaあべのWalk」出店テナント発表[13]。
- 2011年（平成23年）4月1日 - 「ViaあべのWalk」開業（本日以降各店舗が順次開業）。あべのキューズタウンへの地下連絡通路が通行開始。
- 2011年（平成23年）4月5日 - 「あべのマーケットパーク Q's MALL」核テナントのイトーヨーカドーあべの店が（入居専門店を含む）概要を発表[14]。
- 2011年（平成23年）4月19日 - 「あべのマーケットパーク Q's MALL」関係者向け内覧会を開催。
- 2011年（平成23年）4月20日-4月25日 - 「あべのマーケットパーク Q's MALL」プレオープンWeek（内覧会）を開催。
- 2011年（平成23年）4月26日 - 「あべのマーケットパーク Q's MALL」開業[1]。「あべのキューズタウン」グランドオープン。
- 2013年（平成25年）10月9日 - 「あべのマーケットパーク Q's MALL」が「あべのキューズモール」に名称を変更した[15]。

## 主なテナント
現在のテナントの詳細は、ヴィアあべのウォーク 店舗リストあるいはあべのキューズモール お店を探すを参照。

### ViaあべのWalk
- コメダ珈琲店
- 吉野家
- 天下一品
- チケットスーパー
- くまざわ書店
- コクミンドラッグ
- オーエスドラッグ
- マツモトキヨシ
- JINS
- QBハウス
- 三井住友信託銀行阿倍野橋支店

店舗賃貸事業をきんえい（あべのアポロ・あべのルシアスを運営する近鉄グループの会社）が受け持っている。

### あべのキューズモール
- イトーヨーカ堂
  - アカチャンホンポ
  - めばえ教室
  - ミスタードーナツ
  - はなまるうどん
  - マクドナルド

B1F
- ハンズ
- カメラのキタムラ
- HMV SPOT
- ドコモショップ
- auショップ
- ソフトバンク
- ワイモバイル
- サンクゼール
- 成城石井
- サーティワン
- サザエ食品
- デザート王国
- THREEPPY

1F
- ユニクロ
- ジーユー
- エーグル
- ウィゴー
- ザ・スーツカンパニー
- SHIRTS CODE
- メガネの三城
- Zoff
- SPC
- ディズニーストア
- ポケットユニバーサル
- ハートアップ

2F
- SHIBUYA 109 ABENO
- ZARA
- クロックス
- クリスピー・クリーム・ドーナツ
- からふね屋CAFE - 西日本旅客鉄道（JR西日本）の子会社であるジェイアール西日本フードサービスネットが運営[17]。

3F
- ライトオン
- ABCマート
- ABCクラフト
- ビックカメラあべのキューズモール店
- ダイソー
- ヴィレッジヴァンガード
- ONE PIECE 麦わらストア
- GiGO
- スタジオアリス
- こども英会話のミネルヴァ
- アビバ
- 資格スクール大栄
- 甘党まえだ
- モスバーガーファクトリー
- 丸亀製麺
- どうとんぼり神座[18]
- パティスリー・ラボ・ツジ
- リンガーハット
- プリキュア プリティストア

4F
- 野村證券
- ROCKTOWN
- とんかつKYK
- 千房
- カプリチョーザ
- HUB
- 和食 たちばな

### 過去に出店していたテナント
あべのキューズモール
- グリル&カレーカキヤス
- 柿安三尺三寸箸
- ティンバーランド
- ムラサキスポーツ
- コムサスタイル
- 島村楽器
- エディオンあべのキューズモール店 - あべのハルカス近鉄本店に「エディオン近鉄あべのハルカス店」として移転オープン。跡地は、「ビックカメラあべのキューズモール店」がオープン。
- 豆腐と魚料理 たちばな - 「和食 たちばな」に業態変更
- 1968古潭
- タリーズコーヒー

ViaあべのWalk
- サイゼリヤ
- どうとんぼり神座

## アクセス

### 道路
- 大阪府道30号大阪和泉泉南線近鉄前交差点南西角

### 鉄道
- Osaka Metro御堂筋線・谷町線 天王寺駅直結
- 西日本旅客鉄道（JR西日本）大阪環状線・大和路線・阪和線 天王寺駅より徒歩1分
- 近鉄南大阪線 大阪阿部野橋駅より徒歩1分
- Osaka Metro谷町線 阿倍野駅北改札直結
- 阪堺電気軌道上町線 天王寺駅前停留場より直結

## 主な周辺商業施設

### 阿倍野区側（あべの筋以西）
- Gビル阿倍野01（旧エコーアクロスビル）
- アベノセンタービル（あべのフェスタ）
- あべのアポロ
- あべのルシアス
- あべのnini
- あべのグラントゥール
  - 湯処 あべの橋
- あべのベルタ

### 阿倍野区側（あべの筋以東）
- ekimo天王寺
- あべのハルカス
  - あべのハルカス近鉄本店
    - solaha

  - 大阪マリオット都ホテル
- あべのHoop
- あべのand
- 都シティ 大阪天王寺
- 新宿ごちそうビル

### 天王寺区側
- 天王寺ミオ
  - 本館
  - プラザ館
- あべちか